# Carl Wilhelm Hübner
Carl Wilhelm Hübner   (Königsberg, 17 de juny de 1814 - Düsseldorf, 5 de desembre de 1879) va ser un pintor de paisatge i gènere alemany, d'estil romàntic.

## Vida i obra
El seu pare era un treballador de la construcció. Inicialment va estudiar art amb el retratista Johann Eduard Wolff, a la seva ciutat natal. Gràcies al seu suport, Hübner va poder obtenir l'admissió a la Kunstakademie Düsseldorf el 1837. Entre els seus instructors hi havia Wilhelm von Schadow i Karl Ferdinand Sohn.
Es va graduar el 1841 i va establir un estudi al barri de Pempelfort, i aviat es va vincular a la Düsseldorfer Malerschule. Allà es va casar amb Caroline Dorn. Van tenir diversos fills. La seva filla, Maria, es va casar amb l'empresari Franz Georg Groll, quan encara era menor d'edat. Dos dels seus fills van anar als Estats Units. El seu gran, Julius Hübner (Maler, 1841), també esdevingué pintor.
El 1844 va crear la seva obra més coneguda:  Die schlesischen Weber (Gemälde) , inspirat en un aixecament escenificat pels teixidors de Silèsia a principis d'aquell mateix any; un esdeveniment que també inspiraria a Heinrich Heine a escriure el seu poema homònim (Els teixidors de Silèsia). Es va mostrar a tot Alemanya. Tot i que va tenir una bona acollida, alguns crítics d'art es van queixar que, posant-se al costat dels teixidors, es dedicava a " Tendenzmalerei " (propaganda).
El 1847, va fer una extensa gira d'estudis pels Estats Units. Els esbossos que va fer van ser la base de moltes de les seves pintures posteriors. El 1848, va ser fonamental en la creació d'una nova associació d'artistes que, segons el seu suggeriment, es va anomenar " Malkasten " (caixa de pintura). Va ser el seu president durant diversos anys. També va formar part de la junta directiva del Verein der Düsseldorfer Künstler , i va ser membre de diverses acadèmies. El 1864, el rei Guillem I el va nomenar professor. Més tard, va rebre l'Orde de l'Àguila Roja.

## Pintures seleccionades

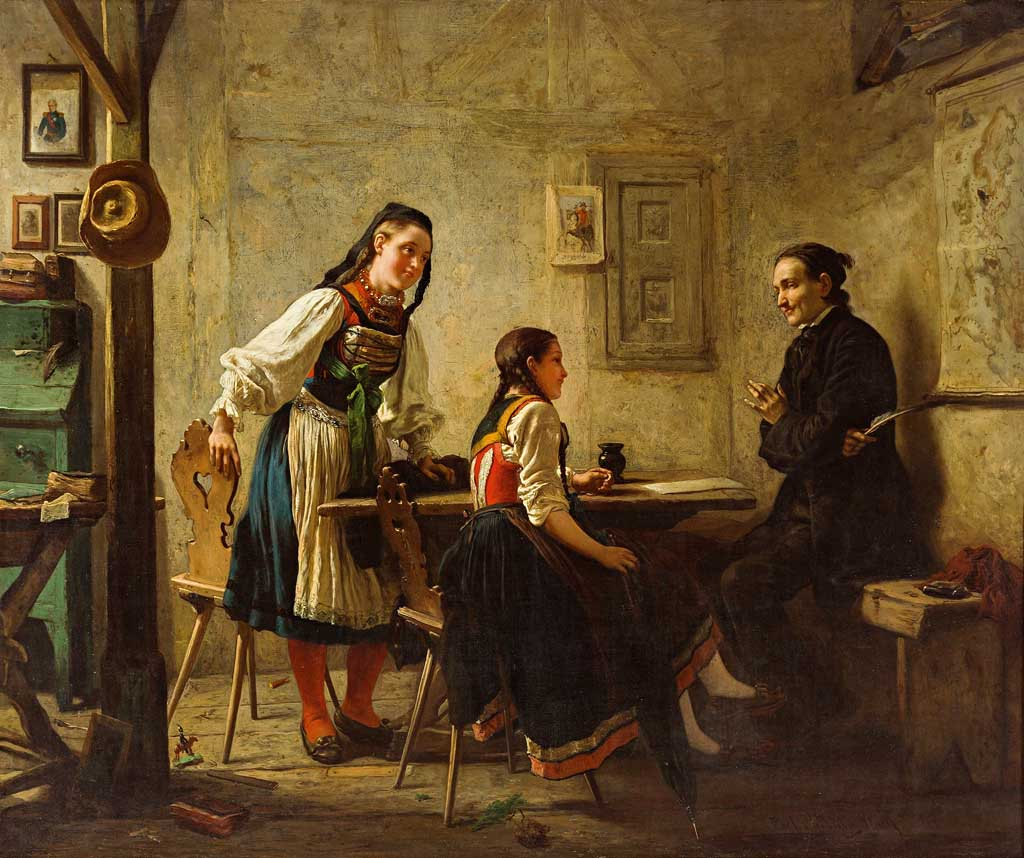
Dues noies joves a la classe de geografia
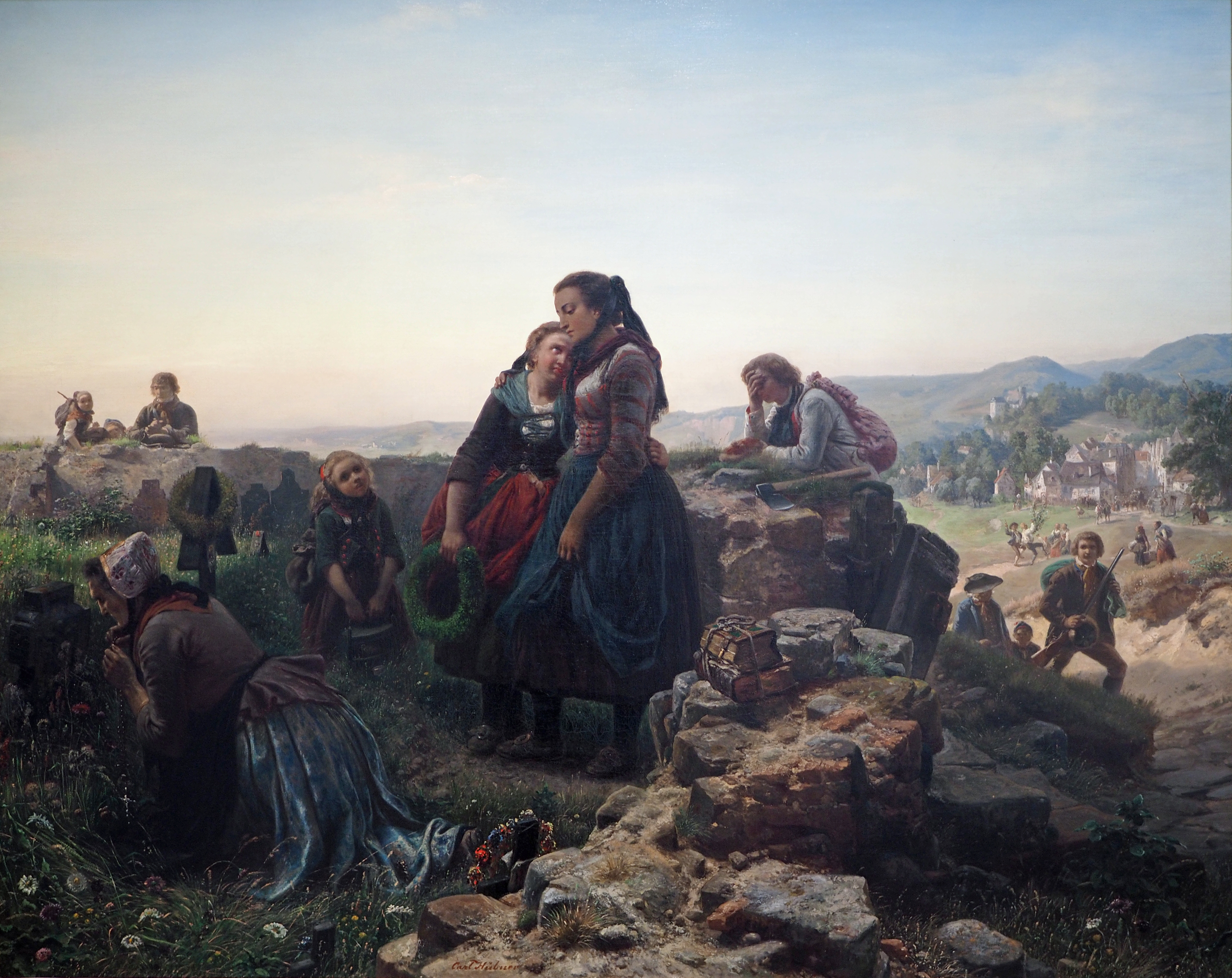
Adéu als Emigrants
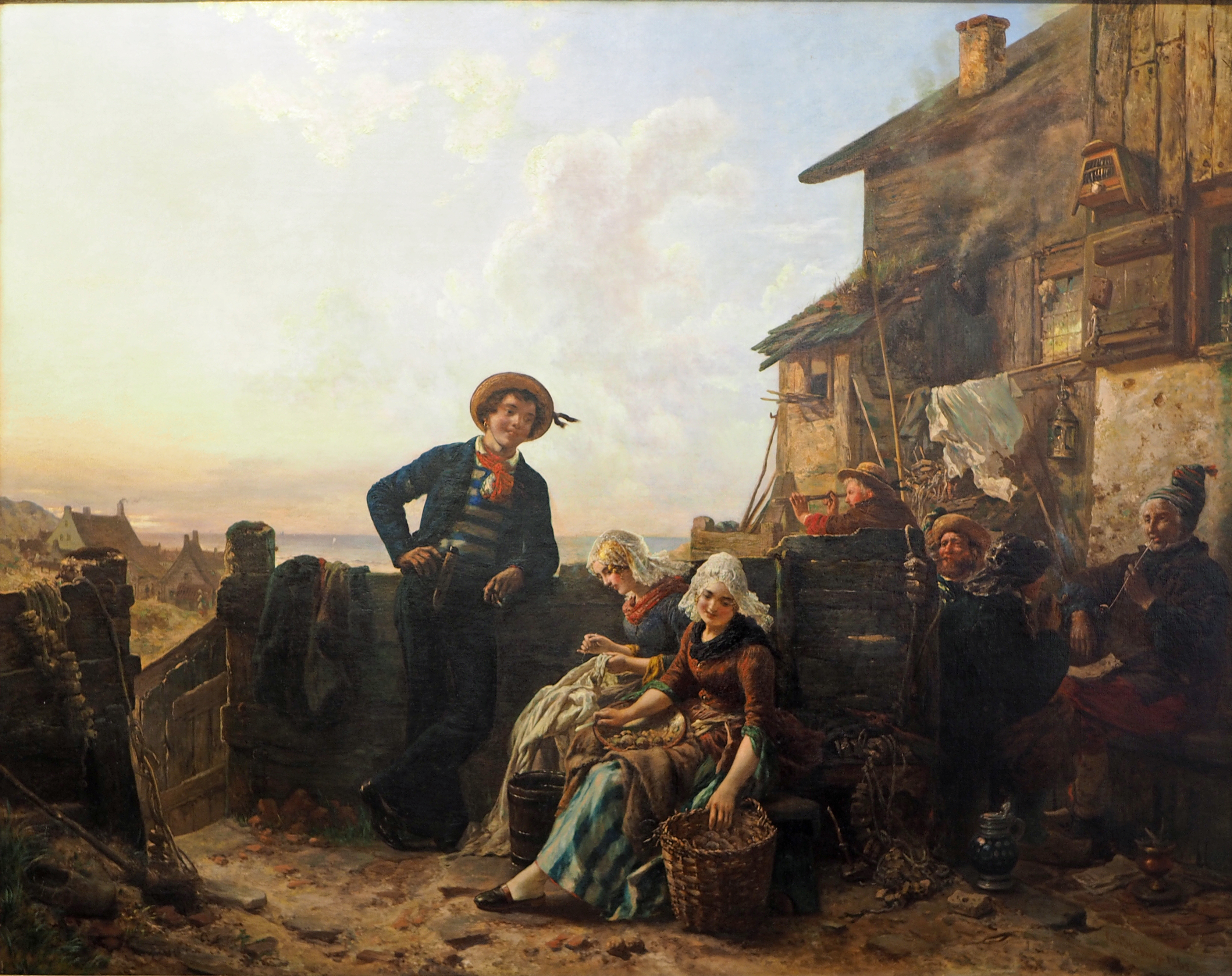
El jove mariner com a pretendent
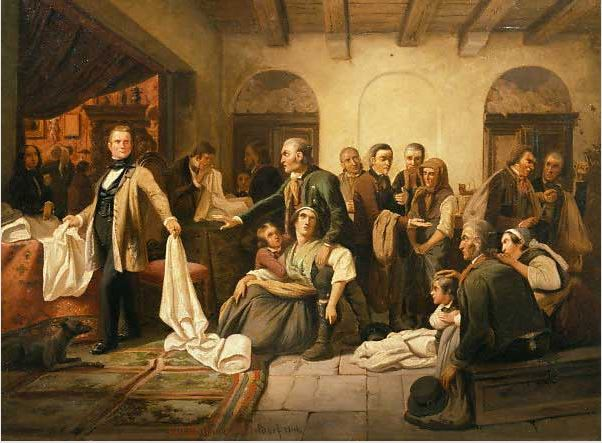
Els teixidors de Silèsia